# Lê Quang San
Lê Quang San (1929 – 28 tháng 3 năm 2016) là một sĩ quan cao cấp của Quân đội nhân dân Việt Nam, hàm Thiếu tướng, nguyên Trưởng ban Nghệ thuật Quân sự của Viện Chiến lược Quốc phòng, Phó cục trưởng Cục Tác chiến.

## Khen thưởng
- Huân chương Chiến thắng hạng ba;
- Huân chương Kháng chiến chống Mỹ, cứu nước hạng nhất;
- Huân chương Chiến sĩ vẻ vang hạng nhất, nhì, ba;
- Huy chương Quân kỳ Quyết thắng.[2]